# Polyvinylalkoholová vlákna

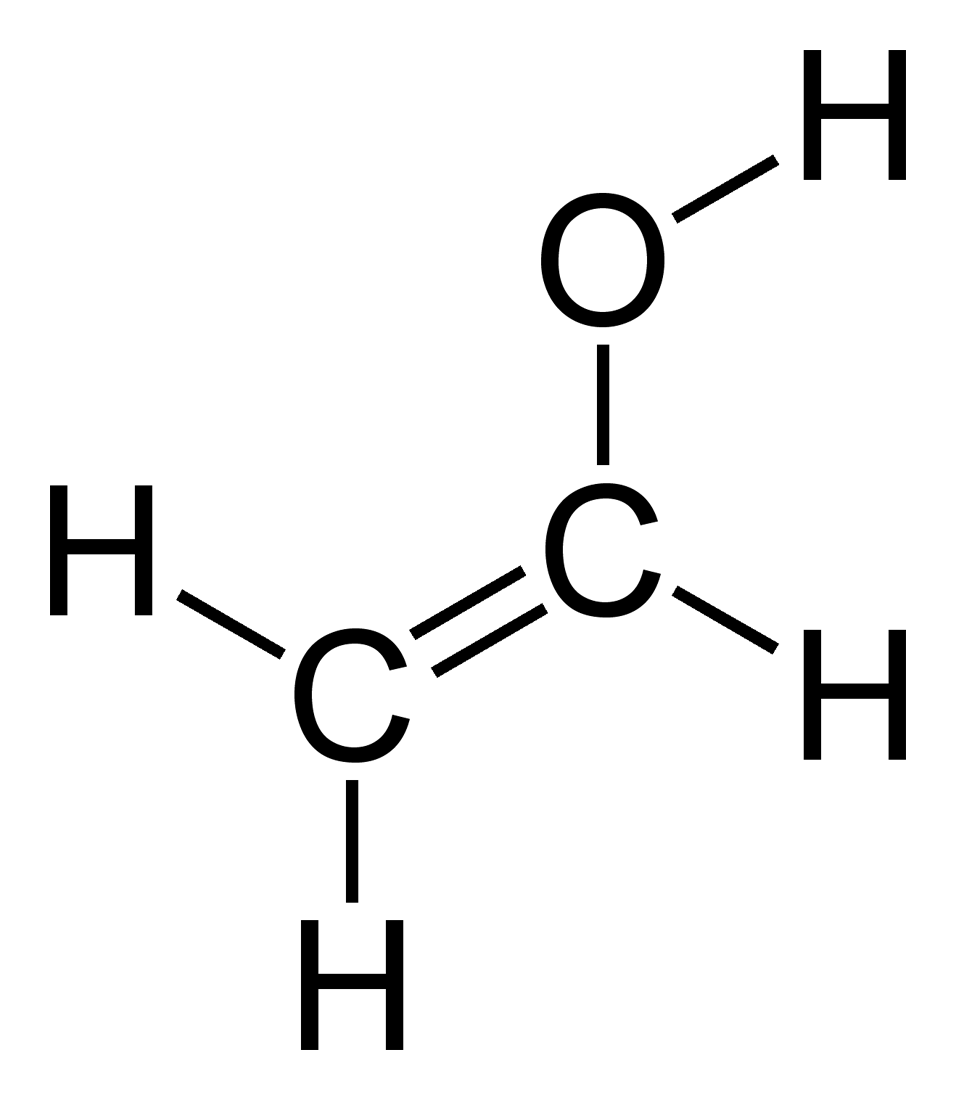
Struktura molekuly polyvinylalkoholu

Polyvinylalkoholová vlákna (mezinárodní zkratka VY, angl.: vinylal, něm.: PVAL-Fasern) jsou syntetická textilní vlákna vynalezená v roce 1931. Jejich celosvětová roční produkce se dá odhadovat (v roce 2008) na 200 000 tun (80 % Čína, 20% Japonsko).

## Výroba
Surovina: Polyvinylacetát rozpuštěný v metanolu s následným zmýdelněním.
Vlákno se běžně vyrábí mokrým zvlákňováním. Z jedné trysky může vycházet až 200 000 jednotlivých filamentů (velmi nízkou) rychlostí 10-120 m/min., které se vedou do srážecí lázně s různým složením. (např. z lázně s obsahem aldehydů vychází vodonerozpustná vlákna).
Vlákna se dodávají v jemnostech 2-3 dtex jako filament nebo stříž 2-65 mm.
Vinylová vlákna s vysokou pevností se vyrábí technologií gelového zvlákňování.

## Vlastnosti
Měrná hmotnost 1,26-1,30 g/cm³, pevnost 3 cN/dtex (za mokra o 30% nižší), vysoká odolnost v oděru, tažnost 15-26 %, navlhavost 4-5%, dobrá odolnost proti UV záření a proti chemikáliím, hořlavost 19,7 LOI.
Technologií gelového zvlákňování se vyrábí (pro technické účely) vinylová vlákna s pevností nad 10 cN/dtex.

## Použití
Velká část (nerozpustných) se používá jako vláknová výztuž kompozitů pro stavebnictví a k výrobě lan a sítí
Rozpustná vlákna (např. Kuralon) se používají hlavně k výrobě textilií pro oděvní nebo bytové účely (jádrová příze, leptané krajky aj.)